# Худхайфа ібн аль-Ахвас аль-Ашйа'ї
Худхайфа ібн аль-Ахвас аль-Ашйа'ї (*араб. حذيفة بن الأحوص القيس — після 728) — валі Аль-Андалуса у 728 році.

## Життєпис
Про походження немає відомостей. У 728 році змінив на посаді валі Аль-Андалуса Яґ'ю ібн-Саламу аль-Кальбі. Втім на цій посаді Худхайфа пробув від 4 до 6 місяців. Напевне за цей час нічим не відзначився. Замінено халіфом Хішамом I на Утмана ібн-Абі-Ніс'а аль-Хатамі. Про подальшу долю немає відомостей.